# Kick Out the Jams
Albums de MC5
Back in the USA
(1970)
Kick Out the Jams est le premier album du groupe de rock américain MC5, sorti en 1969. Il a été enregistré live en deux soirs (dont la soirée d'Halloween) au Grande Ballroom de Détroit en 1968.

## Composition
La deuxième piste, Kick Out the Jams, est censurée par la maison de disques Elektra Records, à cause de l’utilisation du mot « motherfucker » dès le début du morceau. Même avec cette modification au morceau, quelques grands magasins comme Hudson's n'ont pas vendu cet album, et MC5 a publié dans un journal underground « Fuck Hudson's! ». Cet incident a décidé Elektra à abandonner le group.

## Accueil critique
La critique de Rolling Stone, à l'époque réalisée par Lester Bangs, fut clairement défavorable, qualifiant l'album de « ridicule, ennuyeux et prétentieux » (« ridiculous, overbearing, [and] pretentious »). Depuis, le même magazine l'a classé en 294e position dans sa liste des 500 plus grands albums de tous les temps en 2003, puis en 2012, et aussi en 8e position de sa liste des 50 plus grands albums live de tous les temps.
Il est également cité dans l'ouvrage de référence de Robert Dimery Les 1001 albums qu'il faut avoir écoutés dans sa vie et dans un très grand nombre d'autres listes.
Le titre éponyme fut repris par The Presidents of the United States of America et Rage Against the Machine.

## Titres
Toutes les compositions sont de MC5 sauf indication contraire :
1. Ramblin' Rose (Fred Burch, Marijohn Wilkin) – 4:15
2. Kick Out the Jams (en) – 2:52
3. Come Together – 4:29
4. Rocket Reducer No. 62 (Rama Lama Fa Fa Fa) – 5:41
5. Borderline – 2:45
6. Motor City Is Burning (Al Smith) – 6:04
7. I Want You Right Now (Colin Frechter, Larry Page) – 5:31
8. Starship (MC5, Sun Ra) – 8:15

## Personnel
- Rob Tyner – chant
- Michael Davis (en) – guitare basse, chœurs
- Wayne Kramer – guitare, chœurs, chant sur Rambling Rose
- Fred "Sonic" Smith – guitare, chœurs
- Dennis Thompson (en) – batterie